# Dolenz, Jones, Boyce & Hart
Dolenz, Jones, Boyce & Hart är ett studioalbum med gruppen Dolenz, Jones, Boyce and Hart utgivet 1976.
Denna kortlivade grupp bestod av två medlemmar från The Monkees (Davy Jones och Micky Dolenz), samt två av låtskrivarna för samma grupp (Tommy Boyce & Bobby Hart). Anledningen till att man inte använde sig av The Monkees-namnet var att man inte hade rättigheterna till namnet och därför inte fick använda det.
Gruppen spelade också in ett livealbum Concert In Japan samma år, som dock inte gavs ut förrän 1981.
"Along Came Jones" var ursprungligen en hit för The Coasters.

## Låtlista
1. Right Now (Tommy Boyce/Bobby Hart)
2. I Love You (And I'm Glad That I Said It) (Tommy Boyce/Bobby Hart)
3. You And I (Micky Dolenz/David Jones)
4. Teenager In Love (Doc Pomus/Mort Shuman)
5. Sail On Sailor (Douglas Trevor)
6. It Always Hurts The Most In The Morning (Tommy Boyce/Micky Dolenz)
7. Moonfire (William Martin)
8. You Didn't Feel That Way Last Night (Tommy Boyce/Bobby Hart)
9. Along Came Jones (Jerry Leiber/Mike Stoller)
10. Savin' My Love For You (Micky Dolenz/David Jones)
11. I Remember The Feeling (Tommy Boyce/Bobby Hart)
12. Sweet Heart Attack (Tommy Boyce/Bobby Hart)